# Viðareiði
Viðareiði [ˈviːjaɹˌaijɪ] (wörtlich: „Holz-Landenge“, dänischer Name: Viderejde) ist der nördlichste Ort der Färöer und liegt auf der Insel Viðoy, die zur Region der Nordinseln gehört. Viðareiði ist zugleich der Name einer färöischen Gemeinde (Viðareiðis kommuna), die allein aus dem Ort Viðareiði besteht.

## Der Ort

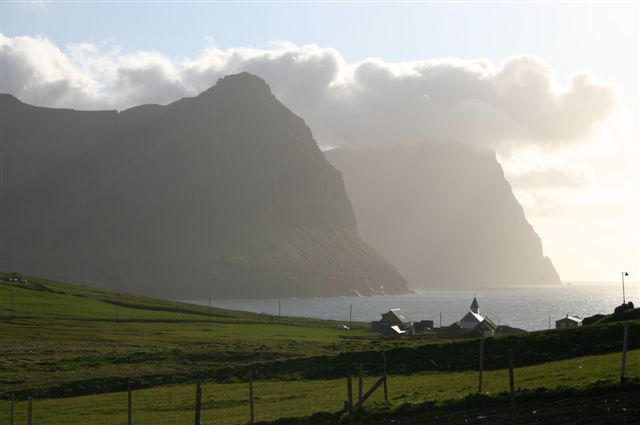
Viðareiði

Viðareiði liegt lang gestreckt auf einer Landenge, eingebettet zwischen hohen Bergen im Norden und Süden.
Der Ort ist auf dem Landweg über einen Damm und ein Tunnelsystem mit dem regionalen Zentrum Klaksvík auf Borðoy verbunden. Die Straße nach Viðareiði führt an der Westküste Viðoys entlang, durchquert den Ort und verläuft an der Ostküste weiter zum unbewohnten Tal Miðdalur. Dort befindet sich ein typischer kleiner Wasserfall. Im September 2016 wurde der neugebaute Viðareiðitunnel eröffnet, der von Miðdalur quer durch den Berg zur Küstenstraße in Richtung Hvannasund verläuft und nun die Möglichkeit bietet, den erdrutschgefährdeten Abschnitt der Küstenstraße zu umfahren.
Im Norden erhebt sich der Berg Villingadalsfjall 844 Meter über Meeresniveau. Er ist der höchste Berg der Nordinseln und der drittgrößte des gesamten Archipels der Färöer. Zur Nordküste hin schließt er mit dem Kap Enniberg ab, dem höchsten nahezu lotrechten Kliff der Welt (754 m). Nach Westen hat man von Viðareiði aus einen Blick auf die mächtigen Nordspitzen von Borðoy und Kunoy. In entgegengesetzter Richtung, hinter der Talsenke des Isthmus, befindet sich die östliche Insel Fugloy. Im Süden erhebt sich der 751 Meter hohe Kegelberg Malinsfjall, der zudem ein beliebtes Wanderziel darstellt. Viðareiði eignet sich somit als Ausgangspunkt von ausgedehnten Bergwanderungen. Im Ort findet sich neben einem kleinen Supermarkt auch das Hotel Norð mit seiner landestypischen Küche.

## Geschichte

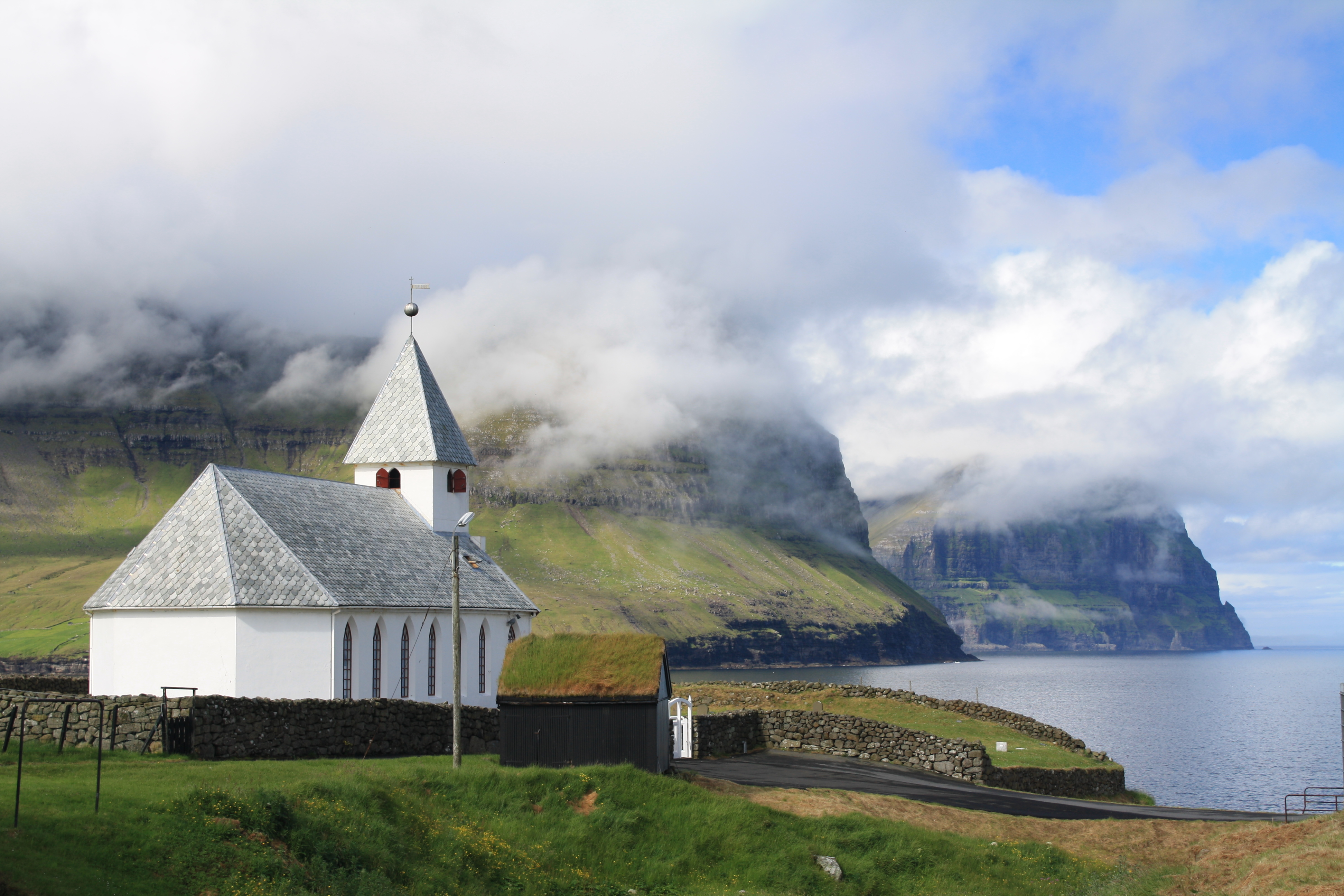
Viðareiðis Kirche mit den Nordkaps der Inseln Borðoy und Kunoy

Schriftlich erwähnt wird der Ort bereits im Mittelalter, so im Jahre 1403 in einem Urkunde über Güter und Besitztümer.
Im Jahre 1695 wurde die alte Kirche durch einen Sturm zerstört. Es wird erzählt, dass ein Teil des Friedhofs vom Meer weggespült wurde, und die Särge dann in Hvannasund wieder geborgen und erneut in Viðareiði bestattet wurden.
Die jetzige Kirche stammt aus dem Jahr 1892. Das Altarbild ist eine Kopie der Anbetung von Giuseppe Chiari (1654–1727). Das Silber in der Kirche ist ein Geschenk der britischen Regierung, die sich so bei der Bevölkerung für die Rettung der Mannschaft der Brigg Marwood bedankt hat. Das Schiff hatte 1847 auf dem Weg von Afrika nach Liverpool in einem Wintersturm sein Ruder eingebüßt und war nach einer Drift von drei Wochen in der Bucht östlich von Viðareiði gestrandet.
Die Einwohnerzahl von Viðareiði ist in den letzten zehn Jahren recht konstant geblieben. Im Jahr 2014 hatte der Ort 347 Bewohner.

## Bildergalerie

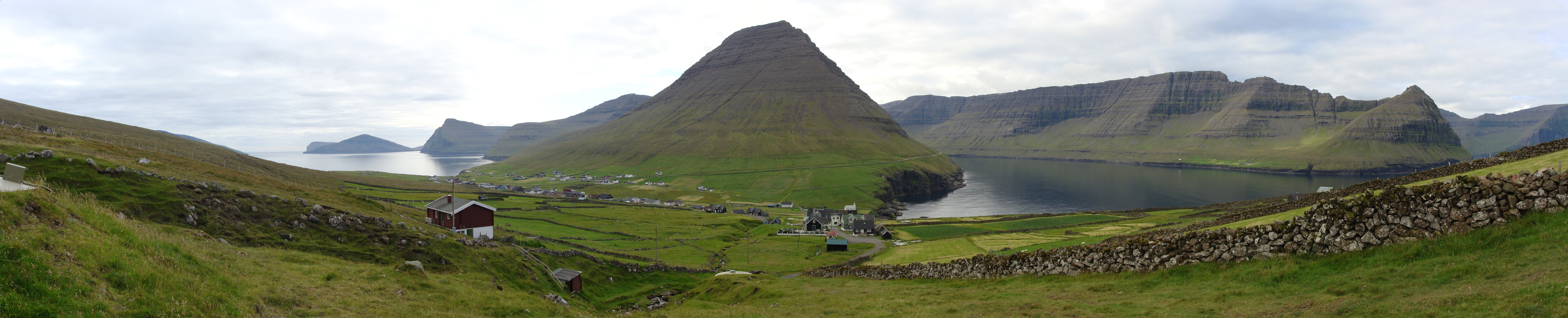
Panoramaaufnahme von Viðareiði. In der Bildmitte erhebt sich der 751 Meter hohe Kegelberg Malinsfjall. Im Hintergrund ist die Insel Borðoy zu sehen.

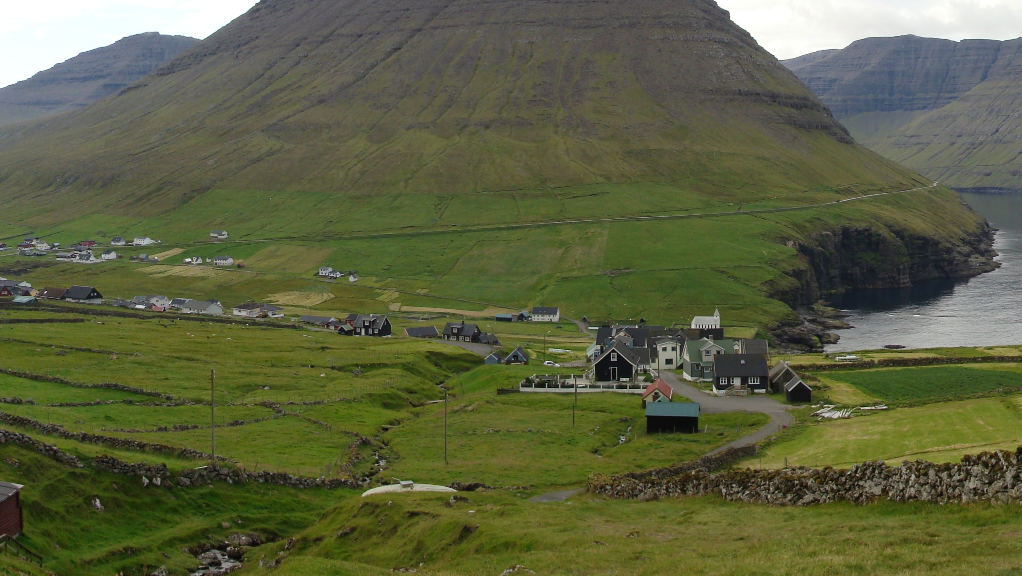
Blick auf Viðareiði von Norden
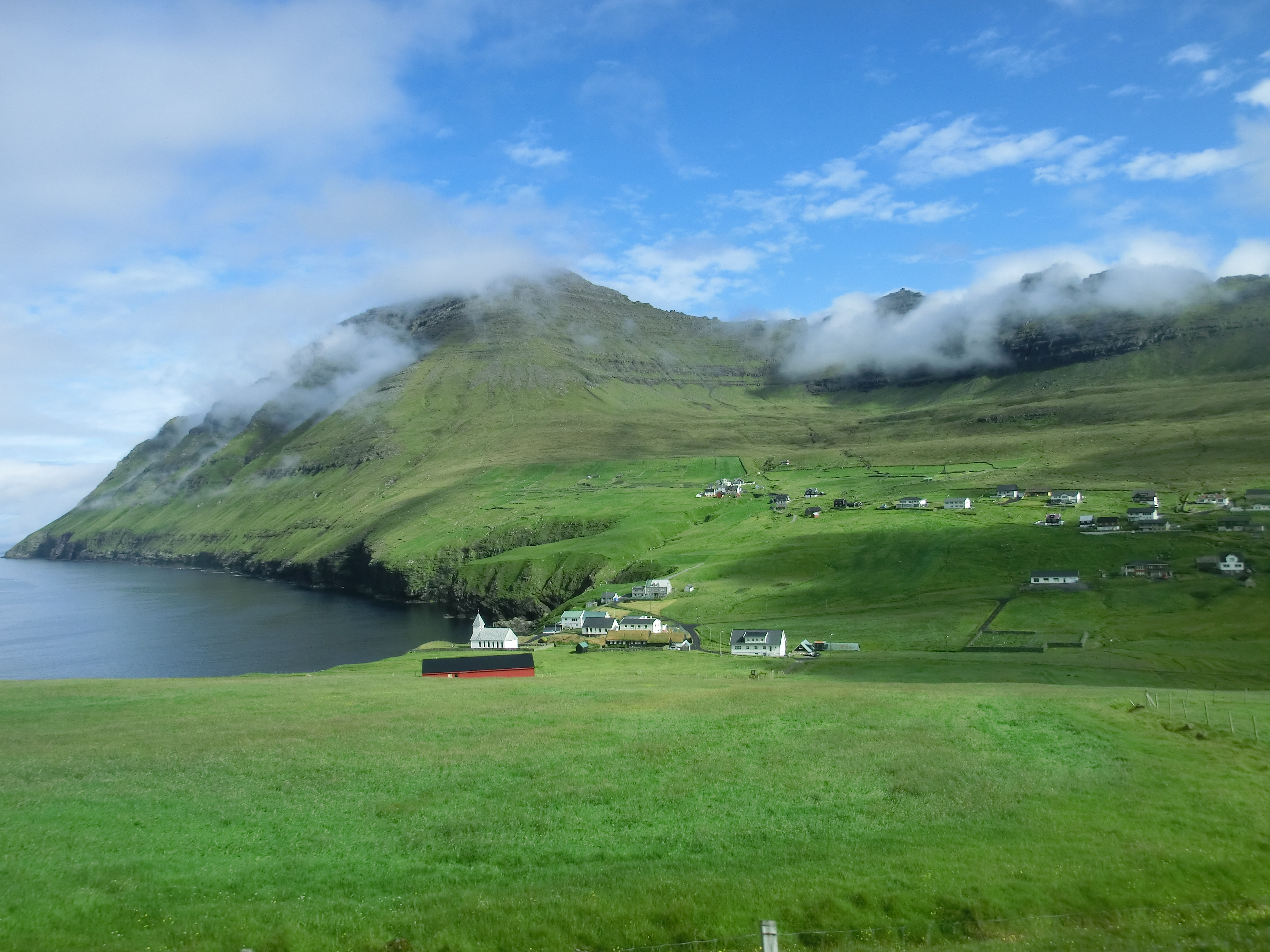
Blick auf Viðareiði von Süden
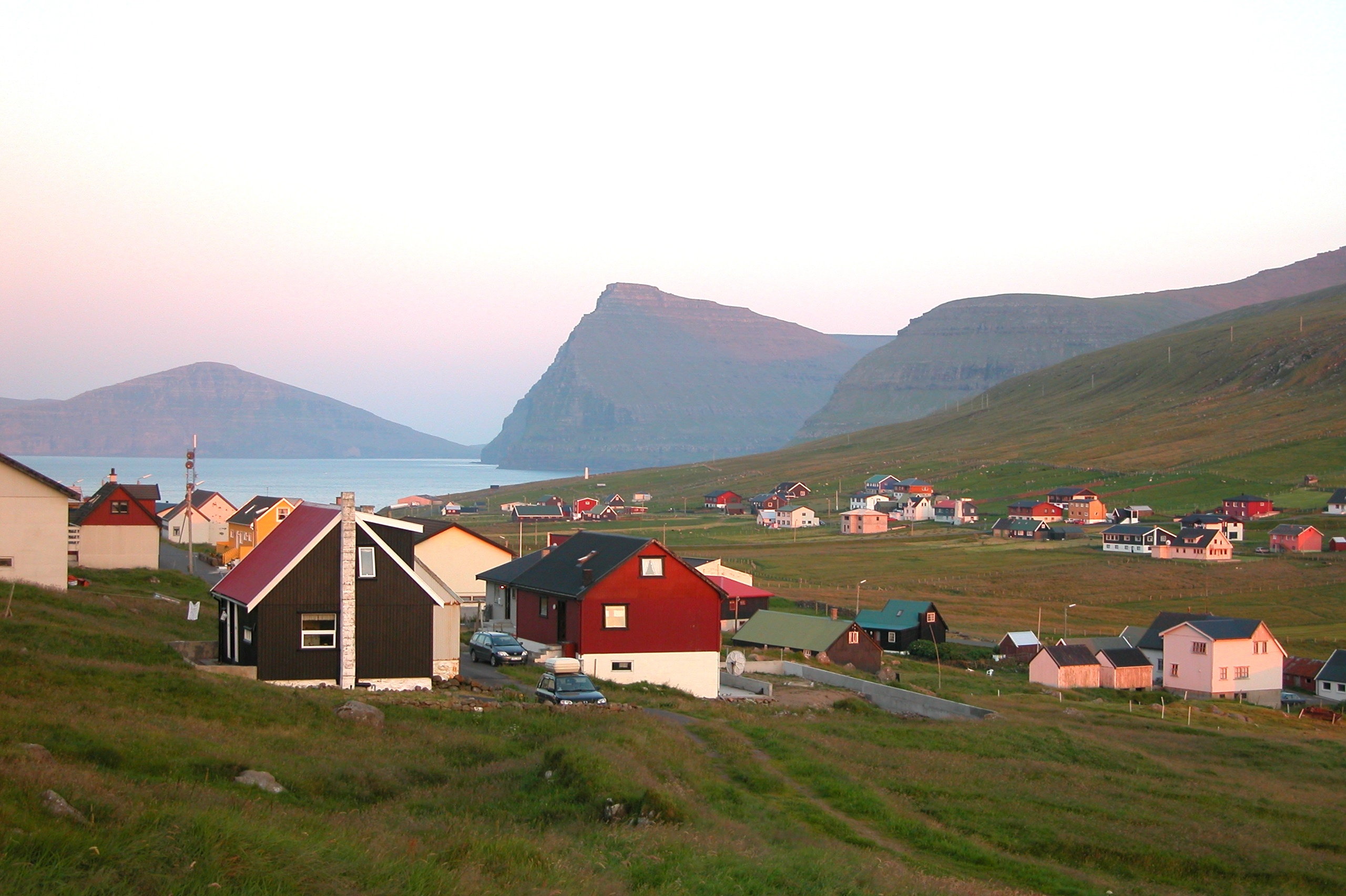
Viðareiði
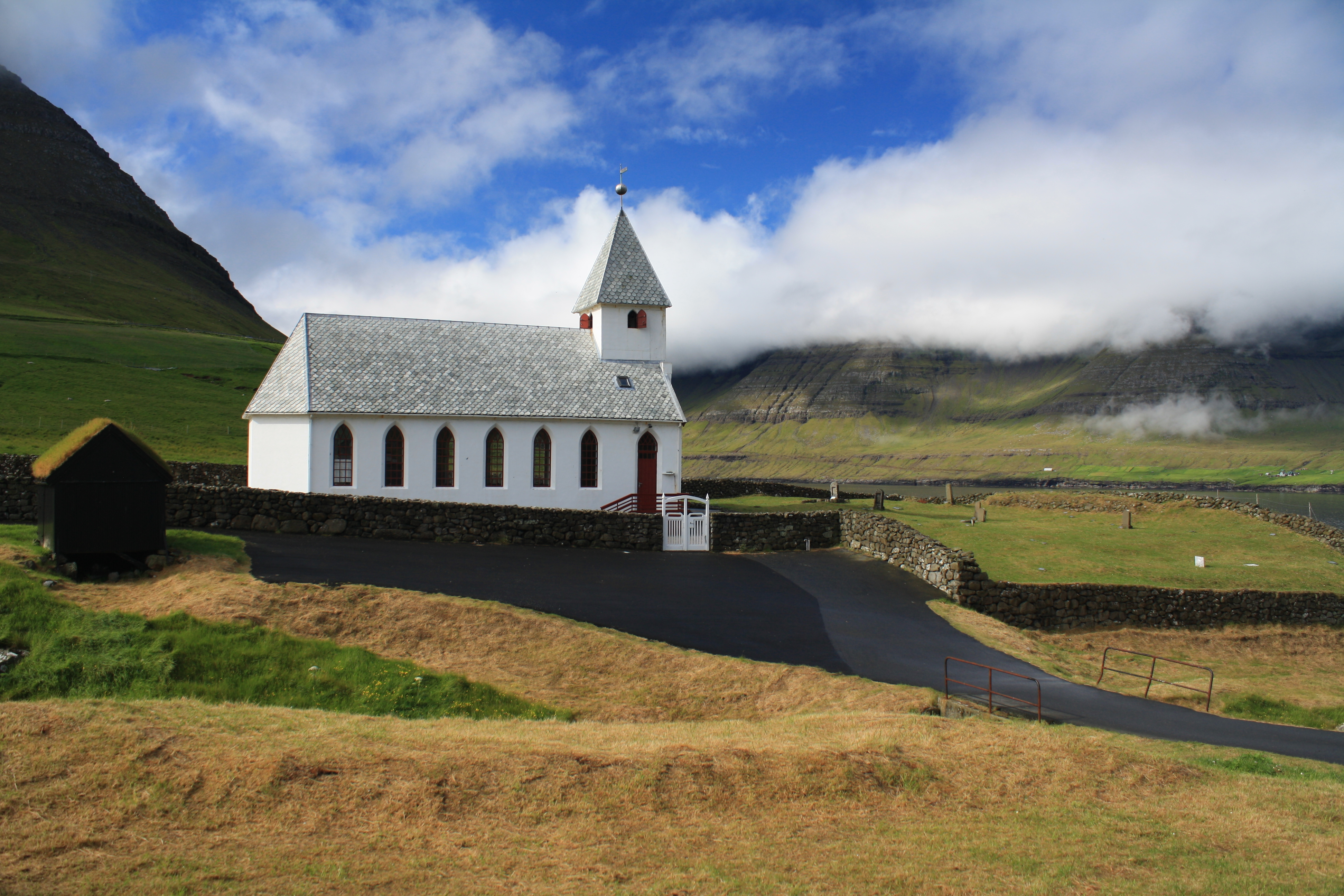
Kirche
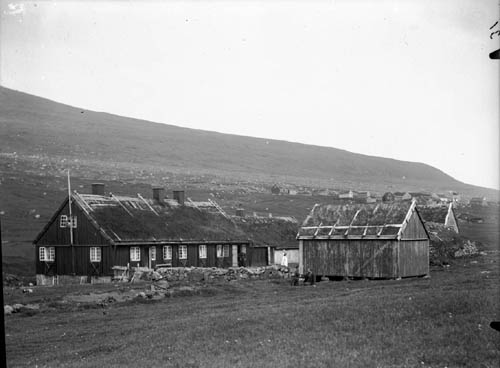
Der Pfarrhof "í Ónagerði" um 1900.
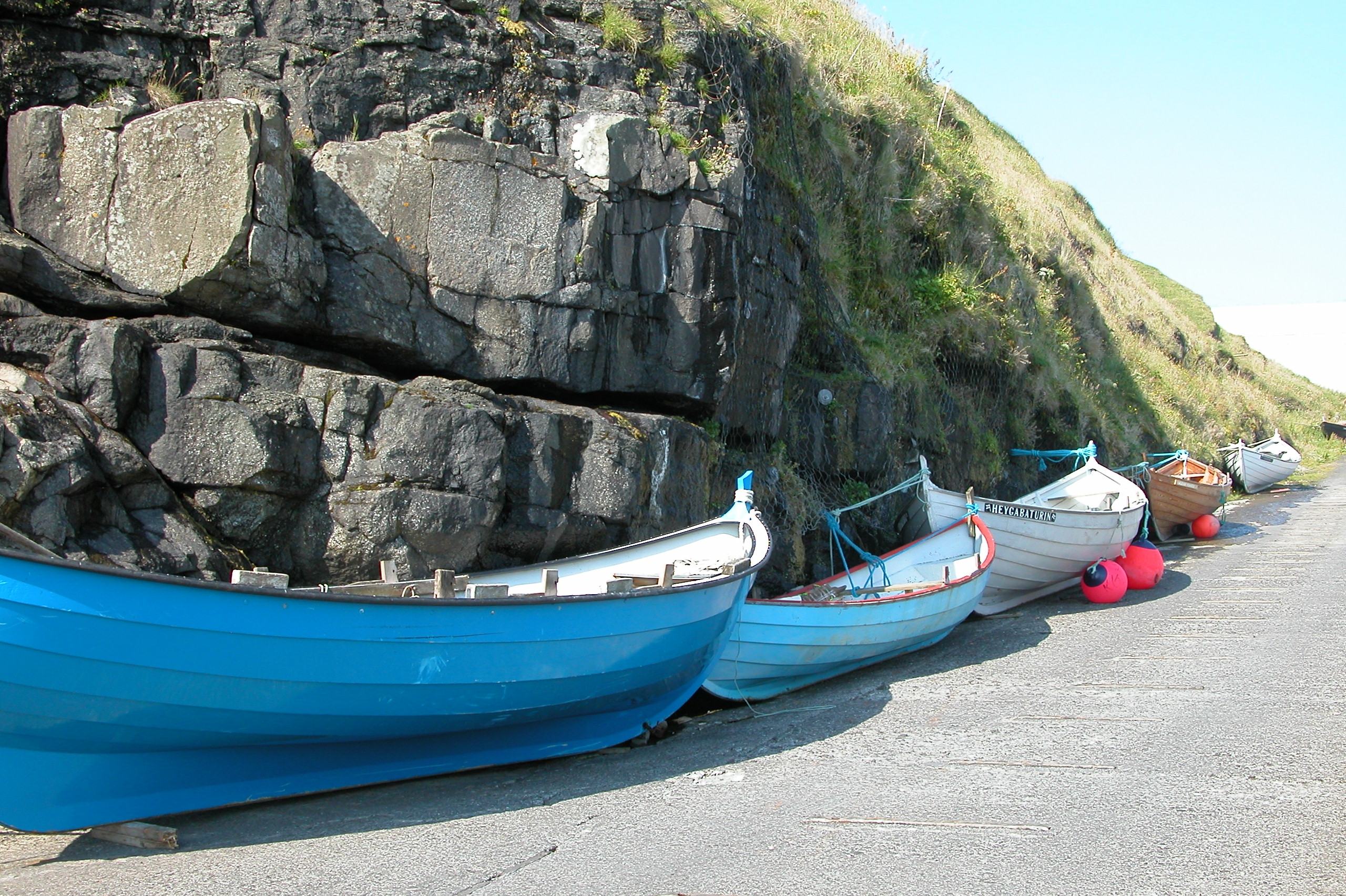
Färöboote

## Persönlichkeiten
- Andrias Christian Evensen (1874–1917), färöischer Politiker, Schulbuchautor und Sprachwissenschaftler, in Viðareiði geboren.
- Christian Matras (1900–1988), färöischer Dichter und Sprachwissenschaftler, in Viðareiði geboren.
- Villi Sørensen (1923–1970), Lehrer, Journalist und Politiker, in Viðareiði geboren.
- Anfinn Kallsberg (1947–2024), Politiker des Fólkaflokkurin und ehemaliger Ministerpräsident der Färöer, in Viðareiði geboren.